# ASDA/FOTO
Die Verkehrsflussmodelle ASDA und FOTO, die auf Boris Kerners Drei-Phasen-Verkehrstheorie basieren, können Verkehrsstaus auf Schnellstraßen erkennen und in Zeit und Raum verfolgen (Abb. 1).

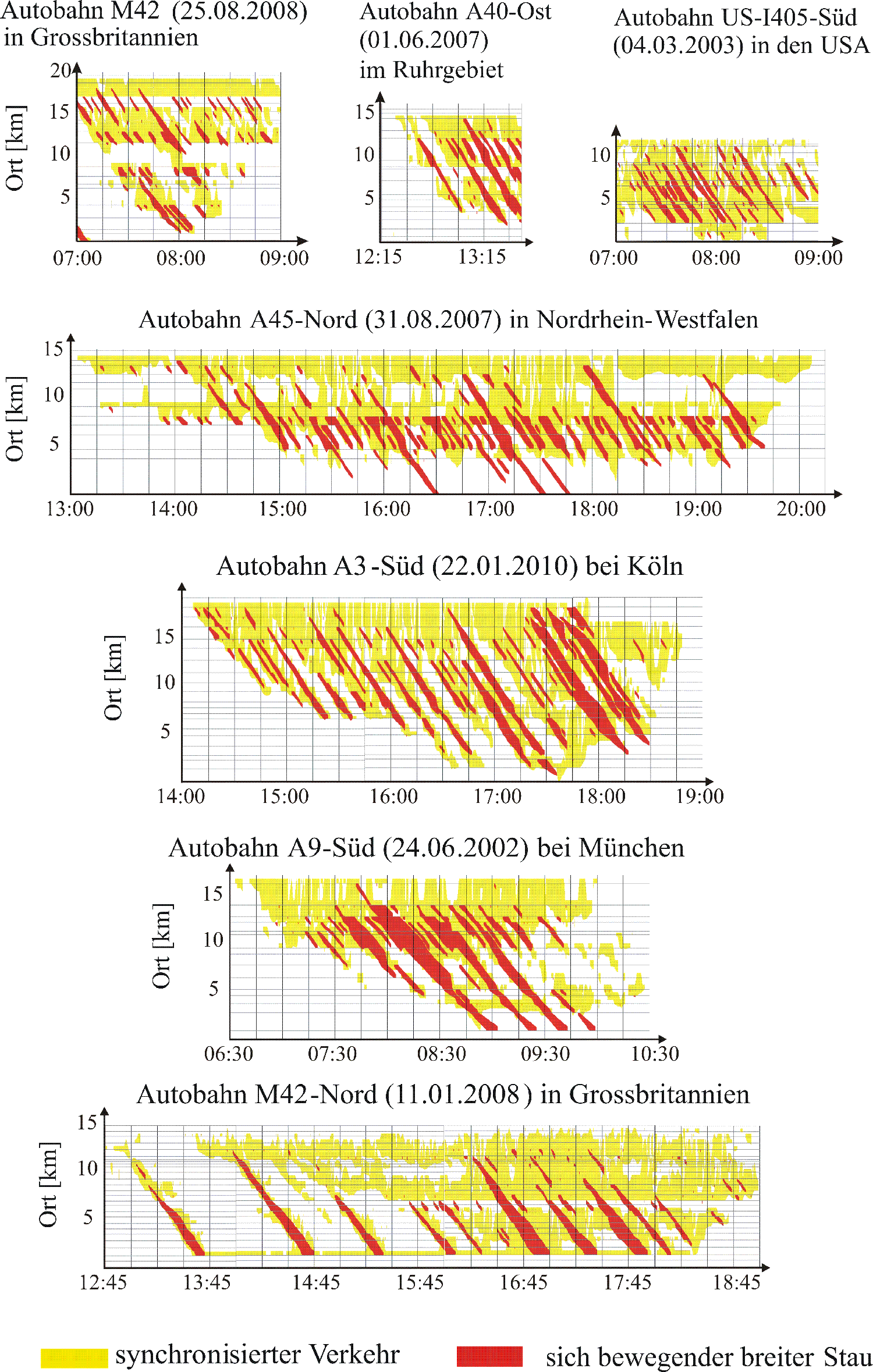
Bild 1: Empirische Beispiele von Verkehrsstaus dargestellt durch die ASDA/FOTO Modelle unter Nutzung von Verkehrsdaten die mit lokalen Messungen auf verschiedenen Autobahnen in Großbritannien, Deutschland und den USA gewonnen wurden. Darstellung der Verkehrsstaus in Ort-Zeit-Diagrammen mit Gebieten qualitativ unterschiedlicher Verkehrsphasen: 1. Sich bewegende breite Staus (English: wide moving jam) (rot). 2. Synchronisierter Verkehr (gelb). 3. Freier Verkehr (weiß).

FOTO (Forecasting of traffic objects) erkennt und verfolgt die Gebiete des synchronisierten Verkehrs in Zeit und Raum. ASDA (Automatische Staudynamikanalyse: Automatic Tracking of Moving Jams) erkennt und verfolgt sich bewegende breite Staus. Die ASDA/FOTO Modelle sind für online-Anwendungen konzipiert und arbeiten online ohne Änderungen der Modellparameter bei verschiedenen Wetterbedingungen und Straßeninfrastrukturen sowie anderer Verkehrsflussparameter (LKW-Anteile usw.)

## Allgemeines
Straßenverkehr ist entweder gestaut oder frei. Verkehr findet dabei in Zeit und Raum statt, d. h., er ist ein zeitlich-räumlicher Prozess. Trotzdem wird Verkehr üblicherweise nur an einigen Orten direkt gemessen, z. B. mit Messschleifen, Video-Geräten, Fahrzeugdaten oder Daten aus Mobiltelefonen. Für eine effiziente Verkehrssteuerung und andere intelligente Transportsysteme ist eine zeitlich-räumliche Erkennung von Verkehrsstörungen notwendig, besonders auch an allen Orten im Straßennetz, an denen keine direkten Messungen verfügbar sind.

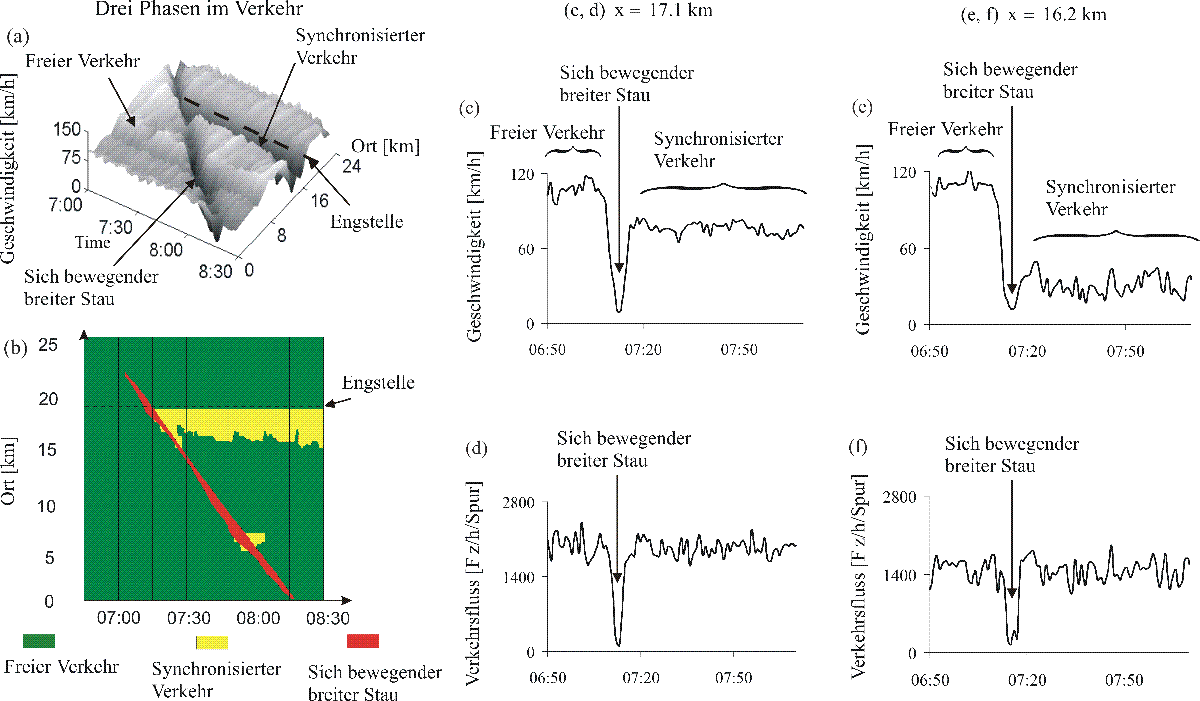
Bild 2: Zeitlich-räumliche Eigenschaften von Verkehrsstörungen: (a) Gemessene Daten von mittleren Fahrzeuggeschwindigkeiten in Zeit und Raum. (b) Darstellung von Fahrzeuggeschwindigkeiten im Weg-Zeit-Diagramm. (c-f) Zeitverläufe der Messwerte von Geschwindigkeit (c, e) und Verkehrsfluss (d, f) an zwei unterschiedlichen Orten für die Verkehrsstörung von (a), (b); die Daten in (c, d) und (e, f) wurden gemessen bei den Positionen 17,1 km (c, d) (stromabwärts der Zufahrt in (a, b)) und bei der Position 16,2 km (e, f) (stromaufwärts der Zufahrt). Bei 17,1 km ist der Verkehrsfluss (d) im freien und synchronisierten Verkehr größer als bei 16,2 km (f) wegen der über die Zufahrt zufließenden Fahrzeugs.

Zunächst erkennen die ASDA/FOTO Modelle in Übereinstimmung mit den gemessenen Eigenschaften von Verkehrsstörungen die beiden Verkehrsphasen synchronisierter Verkehr (S) und sich bewegender breiter Stau (J) in Messdaten. Eine dieser Eigenschaften, die die ASDA/FOTO Modelle zur Erkennung der jeweiligen Verkehrsphase nutzen, ist wie folgt: in der Phase J sind sowohl Geschwindigkeit als auch Verkehrsfluss sehr gering (Abb. 2 (c-f)). Im Gegensatz dazu kann der Verkehrsfluss in einem Gebiet des synchronisierten Verkehrs ähnlich hoch sein wie bei freiem Verkehr (Abb. 2 (d, f)), auch wenn die Geschwindigkeit gegenüber dem freien Verkehr deutlich reduziert ist (Abb. 2 (c, e)).

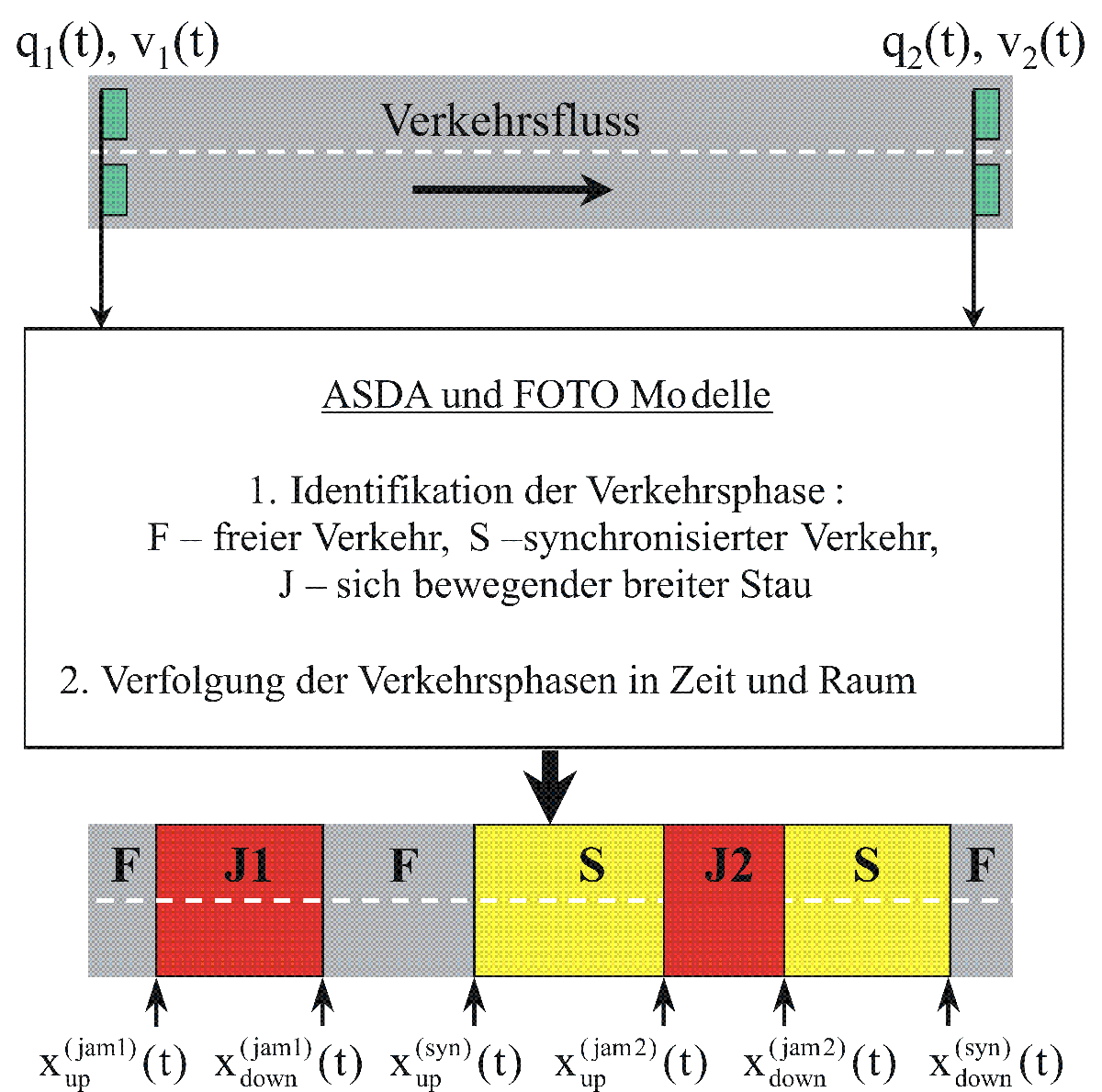
Bild 3: ASDA/FOTO Modelle. Bezeichnungen „jam 1“, „jam 2“ sind zwei unterschiedliche Gebiete der Phase J; „syn“ ist für Gebiete der Phase S; „up“ und „down“ kennzeichnen die jeweiligen stromaufwärtigen und stromabwärtigen Fronten.

Nach der Erkennung der Phase S verfolgt das FOTO Modell die beiden Fronten des synchronisierten Verkehrs {\displaystyle x_{\text{down}}^{\text{(syn)}}(t)}, {\displaystyle x_{\text{up}}^{\text{(syn)}}(t)} über die Zeit {\displaystyle t} (Abb. 3). Nach der Erkennung der Phase J verfolgt das ASDA Modell die beiden Fronten des sich bewegenden breiten Staus {\displaystyle x_{\text{down}}^{\text{(jam)}}(t)}, {\displaystyle x_{\text{up}}^{\text{(jam)}}(t)} (Abb. 3). Diese Verfolgung erfolgt auch zwischen den Positionen von Messstellen, wenn die Fronten der Verkehrsphasen nicht direkt gemessen werden konnten.
Mit anderen Worten: die Modelle FOTO und ASDA sagen die Positionen der Staufronten im Zeitverlauf unabhängig von den lokalen Messstellen voraus. Durch ASDA/FOTO kann auch eine Verschmelzung und/oder eine Auflösung einer oder beider Verkehrsphasen J und S zwischen einzelnen Messstellen vorhergesagt werden.

## ASDA/FOTO für lokale Messungen

### Ansatz kumulierter Verkehrsflüsse in FOTO
Während die stromabwärtige Front des synchronisierten Verkehrs zumeist ortsfest ist (vgl. Abb. 2 (a, b)), kann sich die stromaufwärtige Front, an der Fahrzeuge in den synchronisierten Verkehr verzögern, gegen die Fahrtrichtung bewegen.
In gemessenen Verkehrsdaten hängt die Geschwindigkeit der stromaufwärtigen Front des synchronisierten Verkehrs von den Verkehrsvariablen innerhalb des synchronisierten Verkehrs und im freien Verkehr weiter stromaufwärts ab.
Eine gute Übereinstimmung mit Messdaten wird erreicht, wenn die zeitliche Abhängigkeit der stromaufwärtigen Front des synchronisierten Verkehrs in FOTO mit einem sogenannten kumulierten Verkehrsfluss-Ansatz bestimmt wird:
{\displaystyle x_{\text{up}}^{\text{(syn)}}(t)=\mu {\frac {1}{n}}\int _{t_{0}}^{t}(q_{S}(t)-q_{F}(t))dt,\ \ t\geq t_{0}\qquad \qquad (1)}
dabei entsprechen {\displaystyle q_{F}} und {\displaystyle q_{S}} [Fzg/h] die jeweiligen Verkehrsflüsse stromauf- und stromabwärts der stromaufwärtigen Front des synchronisierten Verkehrs, {\displaystyle \mu } ist ein Modellparameter [m/Fzg], und {\displaystyle n} ist die Anzahl der Fahrspuren.

### Zwei Ansätze zur Stauverfolgung in ASDA
Es gibt zwei grundsätzliche Ansätze zur Stauverfolgung mit ASDA:
1. Nutzung der Stokes-Schockwellen-Formel
2. Nutzung einer charakteristischen Geschwindigkeit für sich bewegende breite Staus

#### Nutzung der Stokes-Schockwellen-Formel
Die aktuelle Geschwindigkeit v(jam) der Front eines sich bewegenden breiten Staus wird bestimmt mit der Stoke’schen Formel von 1848:
{\displaystyle v^{\text{(jam)}}(t)={\frac {q_{2}(t)-q_{1}(t)}{\rho _{2}(t)-\rho _{1}(t)}}\qquad \qquad (2)},
mit {\displaystyle q_{1}} und {\displaystyle \rho _{1}} als Verkehrsfluss und Verkehrsdichte stromaufwärts ({\displaystyle q_{2}} und {\displaystyle \rho _{2}} stromabwärts) des Staus. In (2) wird keine Beziehung, insbesondere kein Fundamentaldiagramm zwischen den Verkehrsflüssen {\displaystyle q_{1}}, {\displaystyle q_{2}} und Verkehrsdichten {\displaystyle \rho _{1}}, {\displaystyle \rho _{2}} angenommen: die Werte werden aus gemessenen Daten unabhängig voneinander bestimmt.

#### Nutzung einer charakteristischen Geschwindigkeit
Wenn stromabwärts eines sich bewegenden breiten Staus keine gemessenen Daten vorhanden sind, mit denen die obige Formel (2) verwendet werden könnte, wird mit
{\displaystyle v_{\text{down}}^{\text{(jam)}}=v_{g}\qquad \qquad (3)}
unter Verwendung von {\displaystyle v_{g}} als charakteristischer Geschwindigkeit der stromabwärtigen Staufront aus der Kerner’schen Phaseneigenschaft [J]  gearbeitet. Das bedeutet, dass nach einer Erkennung der stromabwärtigen Staufront eines sich bewegenden breiten Staus zum Zeitpunkt {\displaystyle t=t_{1}} sich die Position ergibt aus:
{\displaystyle x(t)-x(t_{1})=v_{g}(t-t_{1}),\ \ t>t_{1}\qquad \qquad (4)}
Die charakteristische Geschwindigkeit wird in Abb. 4 dargestellt. Zwei sich bewegende breite Staus durchlaufen nacheinander einen Streckenabschnitt unter Beibehaltung der mittleren Geschwindigkeit der stromabwärtigen Staufront.
Im Gegensatz zur mittleren Geschwindigkeit der stromabwärtigen Front eines sich bewegenden breiten Staus hängt die Geschwindigkeit der stromaufwärtigen Front von Verkehrsfluss und Verkehrsdichte im Verkehr stromaufwärts des Staus ab. Die Nutzung von Formel (4) kann demzufolge zu einem größeren Fehler bei der Schätzung der mittleren Geschwindigkeit der stromaufwärtigen Front des Staus führen.

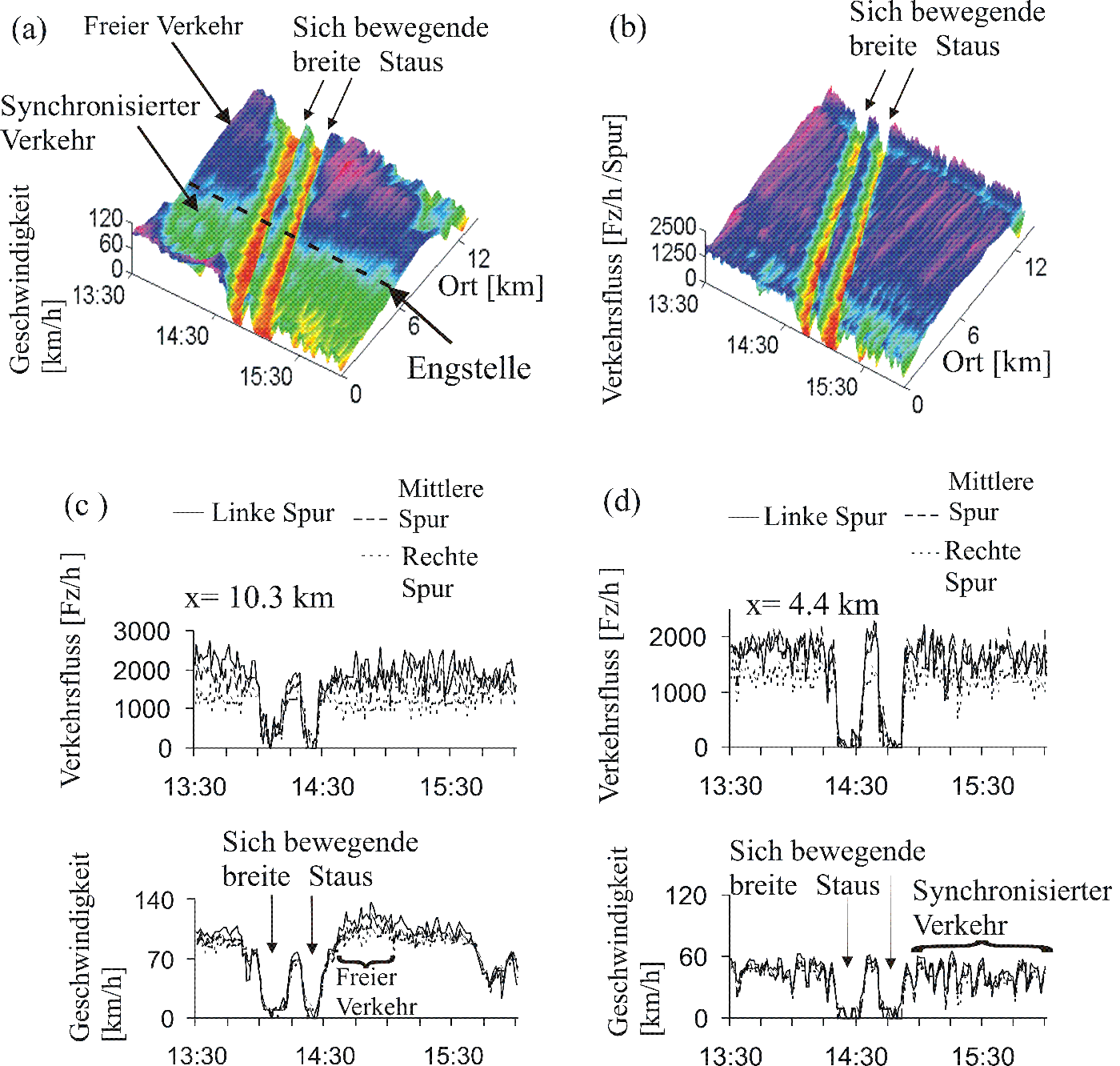
Bild 4: Gemessene Verkehrsdaten zur Darstellung der charakteristischen Staueigenschaften von [J]: (a, b) Durchschnittliche Geschwindigkeit v in km/h (a) und Verkehrsfluss q in [Fzg/h] (b) in Zeit und Raum. (c, d) Zeitverläufe von Verkehrsfluss und Geschwindigkeit in sich bewegenden breiten Staus an zwei verschiedenen Orten pro Fahrspur aus (a, b).

Auf Basis von vielen gemessenen Daten auf deutschen Autobahnen wurde ein Wert von {\displaystyle v_{g}\approx -15\,\mathrm {km/h} } ermittelt. Auch wenn diese mittlere Geschwindigkeit {\displaystyle v_{g}} unabhängig von den Verkehrsvariablen vor einem sich bewegenden breiten Stau ist, wird der Wert beeinflusst durch den LKW-Anteil, Wetter, Fahrerverhalten etc. Im Ergebnis schwankt der Wert für {\displaystyle v_{g}} in verschiedenen Daten aus mehreren Jahren im Bereich {\displaystyle -12>v_{g}>-20\,\mathrm {km/h} }.

### On-line Anwendungen von ASDA/FOTO in Verkehrszentralen
ASDA/FOTO wird heute permanent in der Verkehrszentrale Hessen auf 1200 km Autobahn eingesetzt. Seit April 2004 werden Messdaten von etwa 2500 Detektoren automatisch mit ASDA/FOTO analysiert. Die sich ergebenden zeitlich-räumlichen Verkehrsmuster werden in einem Weg-Zeit-Diagramm wie Abb. 5 dargestellt. In 2007 wurde das ASDA/FOTO online-System in Nordrhein-Westfalen (NRW) angewendet. Die Rohdaten wurden an den WDR übertragen, der öffentlich-rechtlichen Rundfunkanstalt des Landes NRW mit Sitz in Köln, die über den Rundfunkkanal RDS Verkehrsinformationen an Endkunden ausstrahlt. Die Anwendung bearbeitet relevante Teile des Gesamtnetzes in NRW mit 1900 km Länge unter Nutzung von mehr als 1000 Detektoren. Zusätzlich wird seit 2009 ASDA/FOTO auch online in Nordbayern eingesetzt.

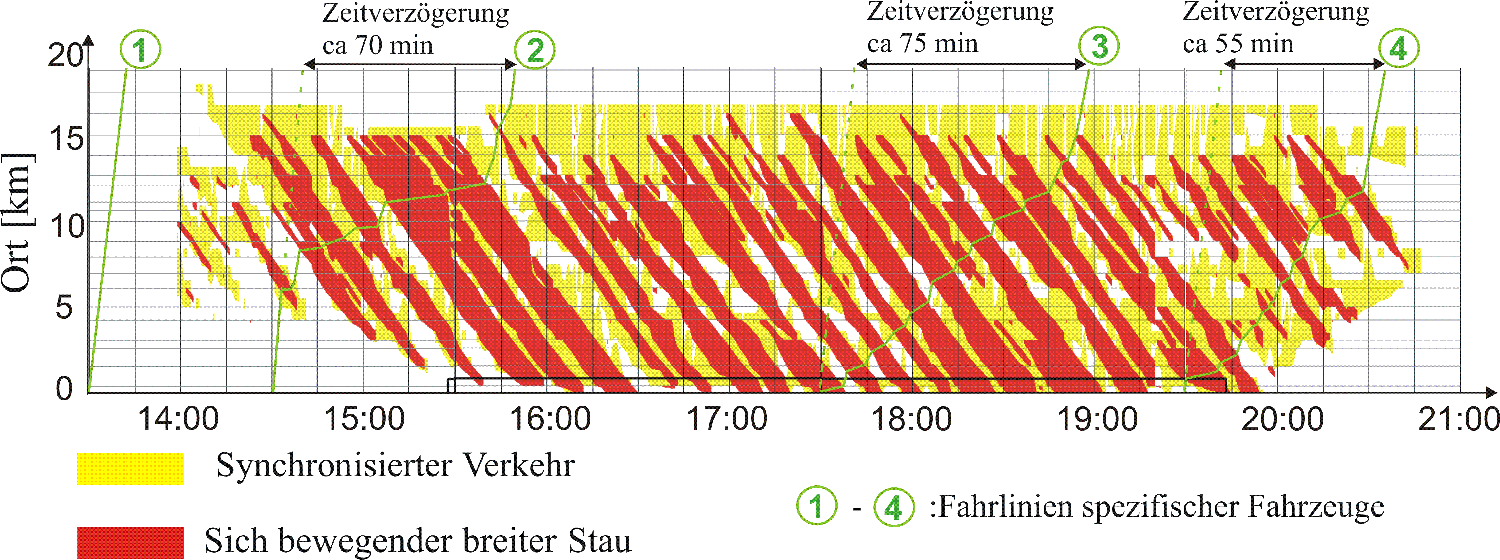
Bild 5: Zeitlich-räumliches Verkehrsmuster in ASDA/FOTO: Weg-Zeit-Diagramm mit Fahrzeugtrajektorien 1–4 und jeweilige Reisezeiten. Messwerte von Detektoren als Eingangsgrößen für ASDA/FOTO auf der A5-Nord in Hessen vom 14. Juni 2006.

### Mittlere Verkehrsflusscharakteristika und Reisezeiten
In Ergänzung zur zeitlich-räumlichen Erkennung von Verkehrsstörungen (Abb. 1 und Abb. 5), bietet ASDA/FOTO weitere mittlere Kenngrößen für die Verkehrsphasen S und J. Das erlaubt die Schätzung von Reisezeiten auf Streckenabschnitten oder entlang einer Fahrzeugfahrt (vgl. Beispiele der Fahrzeugtrajektorien 1–4 in Abb. 5).

## ASDA/FOTO für Daten aus bewegten Messungen
ASDA/FOTO kann auch für die Rekonstruktion von Verkehrsmustern auf Basis von Daten aus bewegten Quellen (z. B. Fahrzeuge, mobile Geräte) eingesetzt werden. Zunächst erkennt ASDA/FOTO die Zustands- und Phasenübergänge entlang der Fahrt eines Fahrzeugs: jeder dieser Übergangspunkte ist verbunden mit einer Front, die zwei Verkehrsphasen voneinander trennt. Wenn diese Übergangspunkte lokalisiert sind, verfolgt ASDA/FOTO die Gebiete des synchronisierten Verkehrs und der sich bewegenden breiten Staus. Bei dieser Verfolgung nutzen ASDA/FOTO Modelle die gemessenen Eigenschaften der Phasen J and S, die oben beschrieben wurden (vgl. Abb. 2 und Abb. 4).

## Referenzen
- B. S. Kerner, P. Konhäuser: Structure and parameters of clusters in traffic flow. In: Physical Review E. Vol. 50, 1994, S. 54.
- B. S. Kerner, H. Rehborn: Experimental features and characteristics of traffic jams. In: Physical Review E.. Vol. 53, 1996, S. 1297.
- B. S. Kerner, H. Rehborn: Experimental properties of complexity in traffic flow. In: Physical Review E. Vol. 53, 1996, S. R4257.
- B. S. Kerner, H. Kirschfink, H. Rehborn: Automatische Stauverfolgung auf Autobahnen. In: Straßenverkehrstechnik. No. 9, 1997, S. 430–438.
- B. S. Kerner, H. Rehborn: Messungen des Verkehrsflusses: Charakteristische Eigenschaften von Staus auf Autobahnen. In: Internationales Verkehrswesen. 5/1998, S. 196–203.
- B. S. Kerner, H. Rehborn, M. Aleksić, A. Haug, R. Lange: Verfolgung und Vorhersage von Verkehrsstörungen auf Autobahnen mit ”ASDA” und ”FOTO” im online-Betrieb in der Verkehrsrechnerzentrale Rüsselsheim. In: Straßenverkehrstechnik. No. 10, 2000, S. 521–527.
- B. S. Kerner, H. Rehborn, M. Aleksić, A. Haug: Methods for Tracing and Forecasting of Congested Traffic Patterns on Highways. In: Traffic Engineering and Control. 09/2001, S. 282–287.
- B. S. Kerner, H. Rehborn, M. Aleksić, A. Haug, R. Lange: Online Automatic tracing and forecasting of traffic patterns with models “ASDA” and “FOTO”. In: Traffic Engineering and Control. 11/2001, S. 345–350.
- B. S. Kerner, H. Rehborn, M. Aleksić, A. Haug: Recognition and Tracing of Spatial-Temporal Congested Traffic Patterns on Freeways. In: Transportation Research C. 12, 2004, S. 369–400.
- J. Palmer, H. Rehborn: ASDA/FOTO based on Kerner’s Three-Phase Traffic Theory in North-Rhine Westfalia (in German). In: Straßenverkehrstechnik. No. 8, 2007, S. 463–470.
- J. Palmer, H. Rehborn, L. Mbekeani: Traffic Congestion Interpretation Based on Kerner’s Three-Phase Traffic Theory in USA. In: Proceedings 15th World Congress on ITS. New York 2008.
- J. Palmer, H. Rehborn: Reconstruction of congested traffic patterns using traffic state detection in autonomous vehicles based on Kerner’s three-phase traffic theory. In: Proceedings of. 16th World Congress on ITS.. Stockholm., 2009
- H. Rehborn, S. L. Klenov: Traffic Prediction of Congested Patterns. In: R. Meyers (Hrsg.): Encyclopedia of Complexity and Systems Science. Springer, New York 2009, S. 9500–9536.
- Patentanmeldung  DE102008003039A1: Verfahren zur Verkehrszustandsbestimmung in einem Fahrzeug. Angemeldet am 2. Januar 2008, veröffentlicht am 9. Juli 2009, Anmelder: Daimler AG, Erfinder: Boris Kerner, Sergej Klenov, Jochen Palmer, Malcom Prinn, Hubert Rehborn.‌